# Kongres w Rastatt

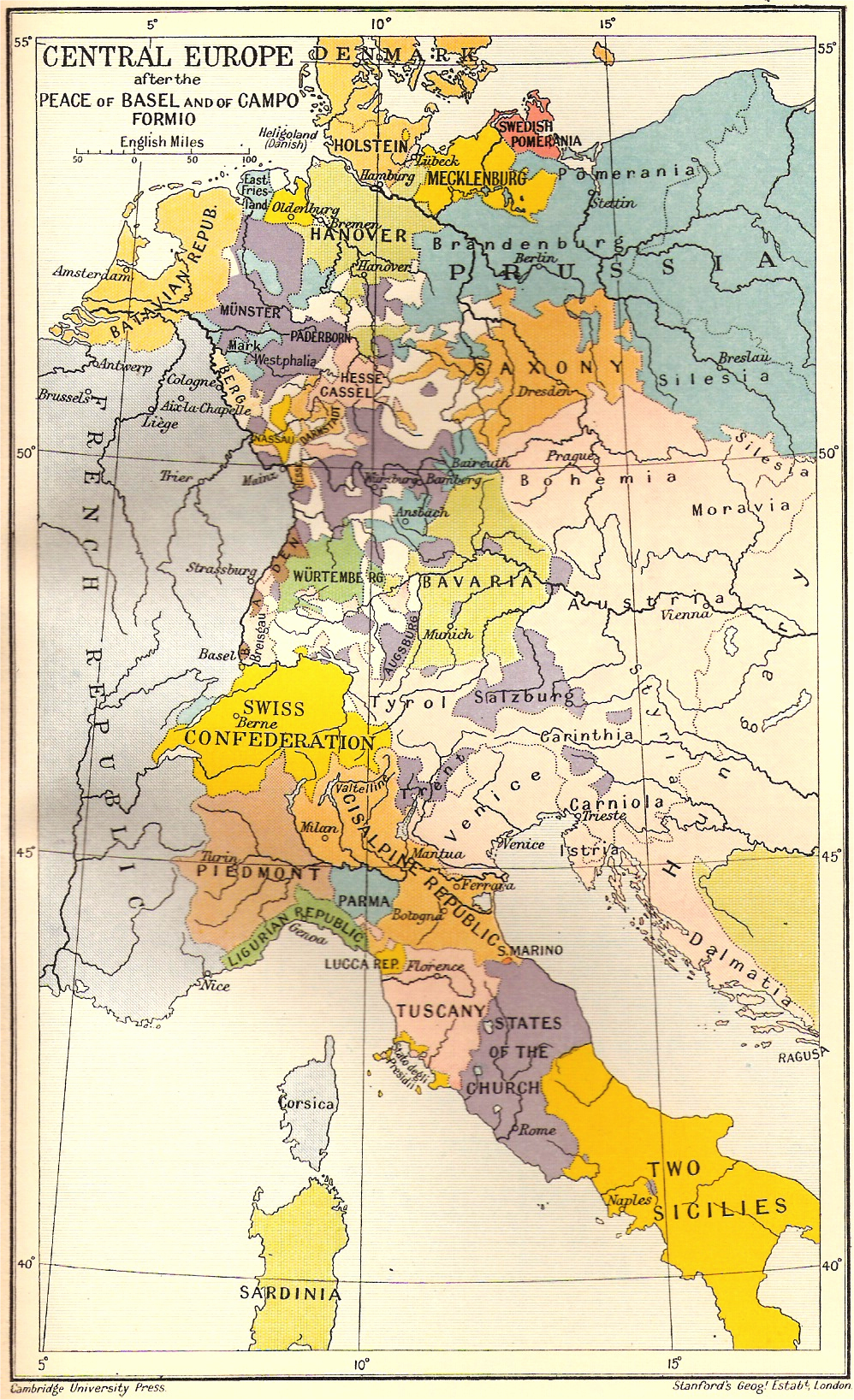
Terytoria państwowe w Europie Środkowej po 1797 r.

Kongres w Rastatt – konferencja pokojowa przedstawicieli Francji i Rzeszy Niemieckiej, obradująca w latach 1797–1799 w badeńskim mieście Rastatt, której celem było skonkretyzowanie kwestii polityczno-terytorialnych między stronami, niesprecyzowanych w ustaleniach pokoju w Campo Formio.
Rozpad pierwszej koalicji antyfrancuskiej po zwycięskiej kampanii włoskiej i przedarciu się Bonapartego w pobliże Wiednia dawał mu przewagę w negocjacjach francusko-austriackich w Camp Formio, gdzie cesarz Franciszek II musiał przystać na znaczne odstępstwa terytorialne. Jedna z tajnych klauzul układu pokojowego z października 1797 r. dotyczyła rezygnacji przez Austrię z ziem na lewym (zachodnim) brzegu Renu. W celu skonkretyzowania tych nowych politycznych relacji nad Renem zwołano już w listopadzie 1797 r. w Rastatt, w pałacu rezydencji margarfa Ludwika Wilhelma Badeńskiego, kongres z udziałem delegacji niemieckiej i francuskiej oraz reprezentantów Austrii i Prus, które zawarły wcześniej osobne układy pokojowe. Samo Rastatt leżało w granicach Badenii, której władca margrabia Karol Fryderyk deklarował neutralne stanowisko polityczne. Reprezentująca stronę niemiecką deputacja Rzeszy (Reichsdeputation) zainteresowana była przede wszystkim sprawą „sekularyzacji”, to znaczy upaństwowienia terytoriów kościelnych i ich podział między poszkodowanych władców księstw (Fürsten z Prus, Wirtembergii, Badenii i Palatynatu) tytułem odszkodowania (rekompensaty) za ziemie oddane przez nich na zachodnim brzegu Renu. W sumie jednak pozycja stron Rzeszy była niekorzystna, gdyż decydujący głos należał do strony napoleońskiej. Za niepodlegające dyskusji uznawano ostateczne potwierdzenie granicy na Renie między Francją a Rzeszą, przeprowadzone w ustaleniach z Campo Formio i zatwierdzone podpisem badeńskiego margrabiego w listopadzie 1797 r.

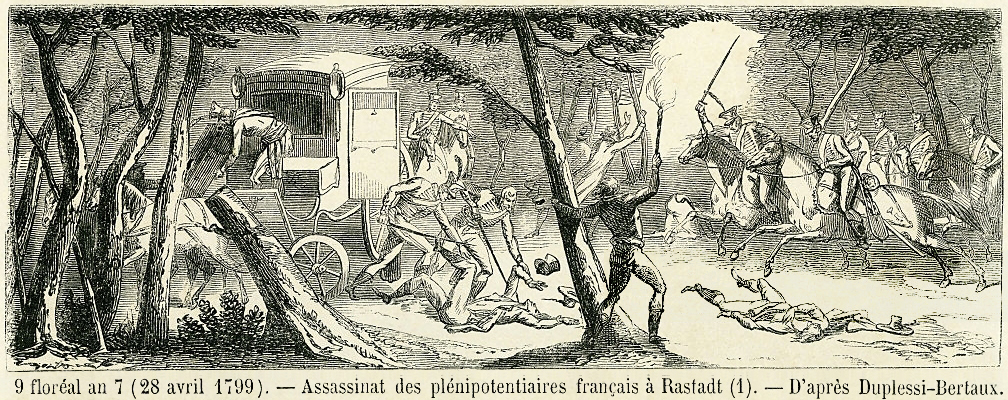
Scena napaści na delegatów francuskich na kongres w Rastatt, wg XIX-wiecznej ryciny

Jeszcze w trakcie prowadzenia pertraktacji zaczynała z inicjatywy Wielkiej Brytanii zawiązywać się przeciw prowadzącym dalsze podboje Napoleonowi druga koalicja państw europejskich i podjęto działania wojenne. Sytuacja międzynarodowa była tak napięta, że państwa biorące udział w kongresie zaczęły odwoływać swoich delegatów. Jako jedna z ostatnich 28 kwietnia 1799 r. opuszczała Rastatt czterowosobowa delegacja francuska, ale niedaleko od miasta została napadnięta przez austriackich huzarów z 11. pułku stacjonującego w mieście pod dowództwem generała majowa Josepha Barbaczy. Dwóch Francuzów, Antoine Bonnier d’Alco i Claude Roberjot, zginęło, pozostali byli ranni. Dokładny przebieg wydarzeń, a przede wszystkim motywy tego czynu i jego ewentualny inicjator, nie zostały do końca wyjaśnione. Jego bezpośrednim rezultatem było nie tylko nieodwołalne zerwanie obrad kongresu, ale przede wszystkim zaostrzenie stanowisk wojennych między Francją a Rzeszą.